# Característica (matemática)
En álgebra abstracta, la característica de un anillo {\displaystyle R} es definida como el entero positivo más pequeño {\displaystyle n} tal que {\displaystyle 1_{R}+{\overset {n{\text{ sumandos}}}{\ldots }}+1_{R}=0}. Si no existe tal {\displaystyle n}, se dice que la característica de {\displaystyle R} es 0.
De forma alternativa y equivalente, podemos definir la característica del anillo {\displaystyle R} como el único número natural {\displaystyle n} tal que {\displaystyle R} contenga un subanillo isomorfo al anillo cociente {\displaystyle \mathbb {Z} /n\mathbb {Z} }.

## El caso de anillos
Si {\displaystyle R} y {\displaystyle S} son anillos y existe un homomorfismo de anillos
{\displaystyle R\rightarrow S},
entonces la característica de {\displaystyle S} divide la característica de {\displaystyle R}. Esto puede a veces ser utilizado para excluir la posibilidad de cierto homomorfismo de anillos. El único anillo con característica 1 es el anillo trivial, el cual contiene un solo elemento 0=1. Si el anillo no trivial {\displaystyle R} no tienen ningún divisor de cero, entonces su característica es 0 o primo. En particular, esto se aplica a todo cuerpo, a todo dominio de integridad y a todo anillo de división. Todo anillo de característica 0 es infinito.
El anillo {\displaystyle \mathbb {Z} /n\mathbb {Z} } de los enteros módulo {\displaystyle n} tiene característica {\displaystyle n}. Si {\displaystyle R} es un subanillo de {\displaystyle S}, entonces {\displaystyle R} y {\displaystyle S} tienen la misma característica. Por ejemplo, si {\displaystyle q(X)} es un polinomio primo con coeficientes en el cuerpo {\displaystyle \mathbb {Z} /p\mathbb {Z} } donde {\displaystyle p} es primo, entonces el anillo factor {\displaystyle (\mathbb {Z} /p\mathbb {Z} )[X]/(q(X))} es un cuerpo de característica {\displaystyle p}. Como los números complejos contienen a los racionales, su característica es 0.
Si un anillo conmutativo {\displaystyle R} tiene característica prima {\displaystyle p}, entonces se tiene que {\displaystyle (x+y)^{p}=x^{p}+y^{p}} para todo elemento {\displaystyle x} e {\displaystyle y} en {\displaystyle R}.
La aplicación
{\displaystyle f(x)=x^{p}}
define un homomorfismo de anillos
{\displaystyle R\rightarrow S},
Este es llamado el endomorfismo de Frobenius. Si {\displaystyle R} es un dominio de integridad este es inyectivo.
- Datos: Q836088